# Кімбап
Кімба́п (кор. 김밥) — популярна страва корейської кухні, являє собою роли, загорнуті в сушені пресовані листи «морської капусти» (кор. 김 кім), наповнені приготованим на парі рисом (кор. 밥пап), з додаванням начинки, нарізаною або викладеною смужками, зазвичай квашених овочів, риби, морепродуктів, шинки та омлету. До столу кімбап подають нарізаним кружечками, які їдять, взявши паличками і вмочивши в соєвий соус з насінням кунжуту.
Кімбап походить від японських ролів «футомакі», страву було запозичено під час японської окупації. Від суші кімбап відрізняється тим, що рис майже не містить оцту, також у кімбап не кладуть сиру рибу.
Зазвичай кімбап вживають на пікніках і взагалі на вулиці, а також як закуску, в цьому випадку кімбап подають з такуаном або кімчі.

## Склад
Основний компонент кімбап — рис, його підсолюють, додають кунжутову або перилову олію та начинку. Як начинка можуть використовуватися риба, м'ясо, яйця, овочі, все це може бути як свіжим, так і маринованим, вареним, запеченим. Популярні начинки — імітація крабового м'яса, яйця, яловичі реберця, огірки, шпинат, морква, такуан.

## Різновиди

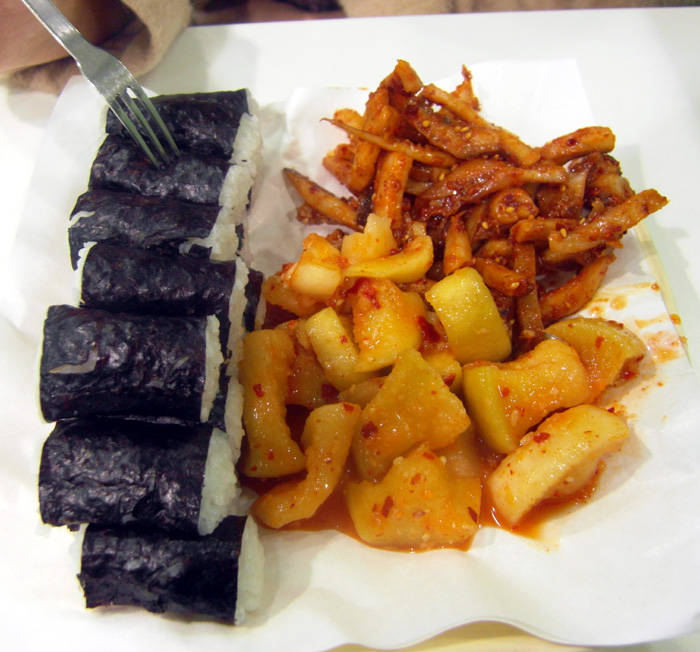
Чхуньму кімбап

Рис в кімбапі зазвичай білий короткозернистий, проте з міркувань корисності в XXI столітті набрали популярність кімбап з коричневим рисом. Дуже рідко для кімбап використовується клейкий рис.
Для приготування кімбапу  кім  висушують, іноді підсмажують і приправляють олією і сіллю, частіше просто підсмажують, а іноді залишають сирим.
Крім перерахованих вище інгредієнтів використовується сир, гострий кальмар, кімчі, ковбаса, тунець. Зверху роли можуть бути посипані кунжутом. Крім того, іноді кімбап мажуть сирим яйцем і підсмажують.

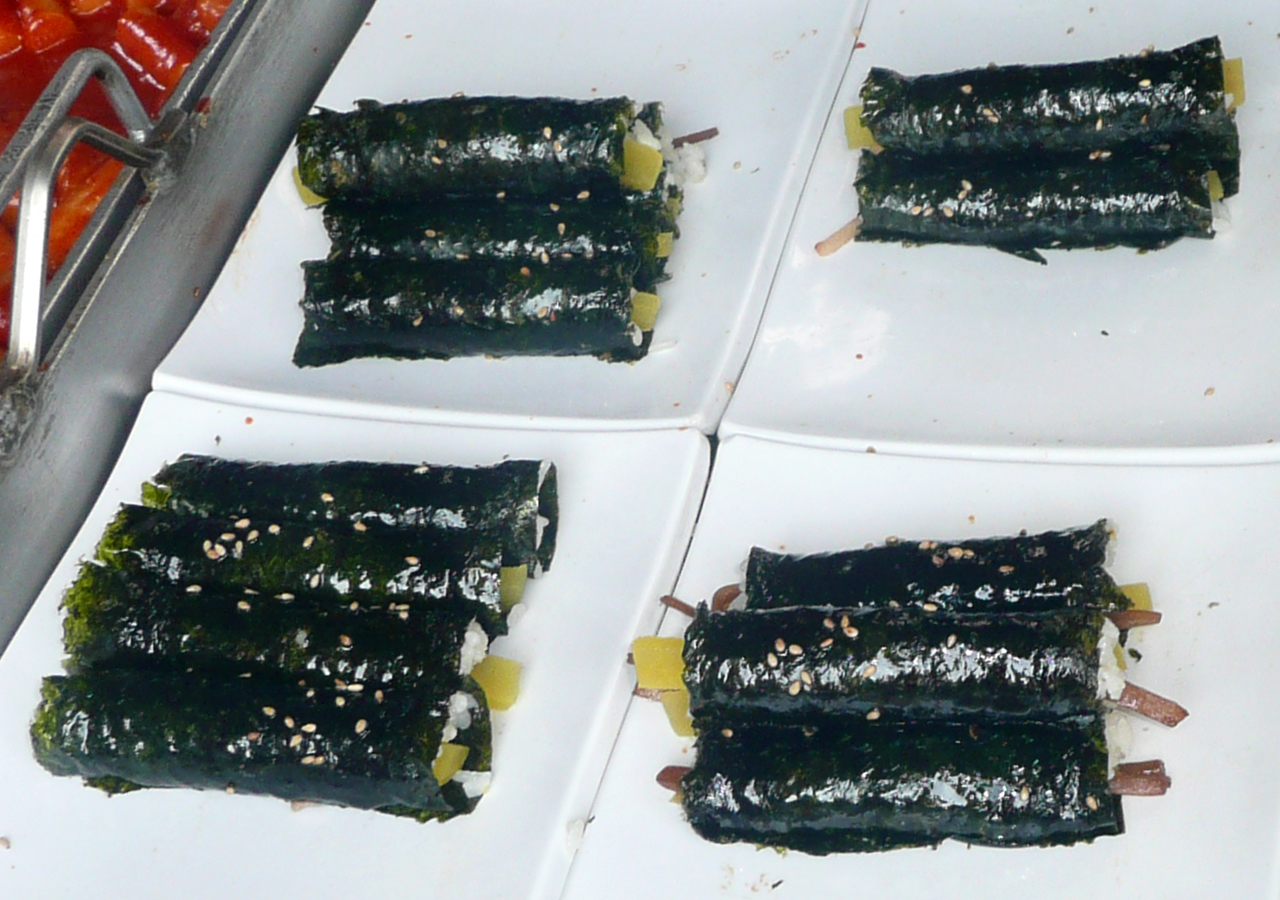
Кімбап на вулиці Сеулу

 Самгак кімбап  (кор. 삼각 김밥) — трикутні кімбап, які продаються у багатьох універмагах Південної Кореї. Самгак кимпап також має багато різновидів.
Чхунму кімбап (кор. 충무 김밥) — кімбап з одним лише рисом. Походить з міста  Чхунму. Чхунму кімбап тонкі і не поливаються олією. Його зазвичай подають з ккольттугі мучхім (кор. 꼴뚜기 무침), маринованими і квашеними в гострій рідини з червоним перцем маленькими восьминогами, а також му-кімчі (кор. 무김치, кімчі з дайкону).
Чхамчі кімбап (кор. 참치 김밥) — ще один популярний вид кімбапа; його начиняють тунцем, маринованими листям кунжуту, майонезом та іншими інгредієнтами.

## Міжнародне визнання
Кімбап був визнаний одним з найкращих ста корейських страв для іноземців. Канадське щотижневе видання straight.com присвятило кімбапу статтю «Korean Kimbap Rolls Out of Sushi's Shadow», в якій порівнювало його з суші.

## Франчайз

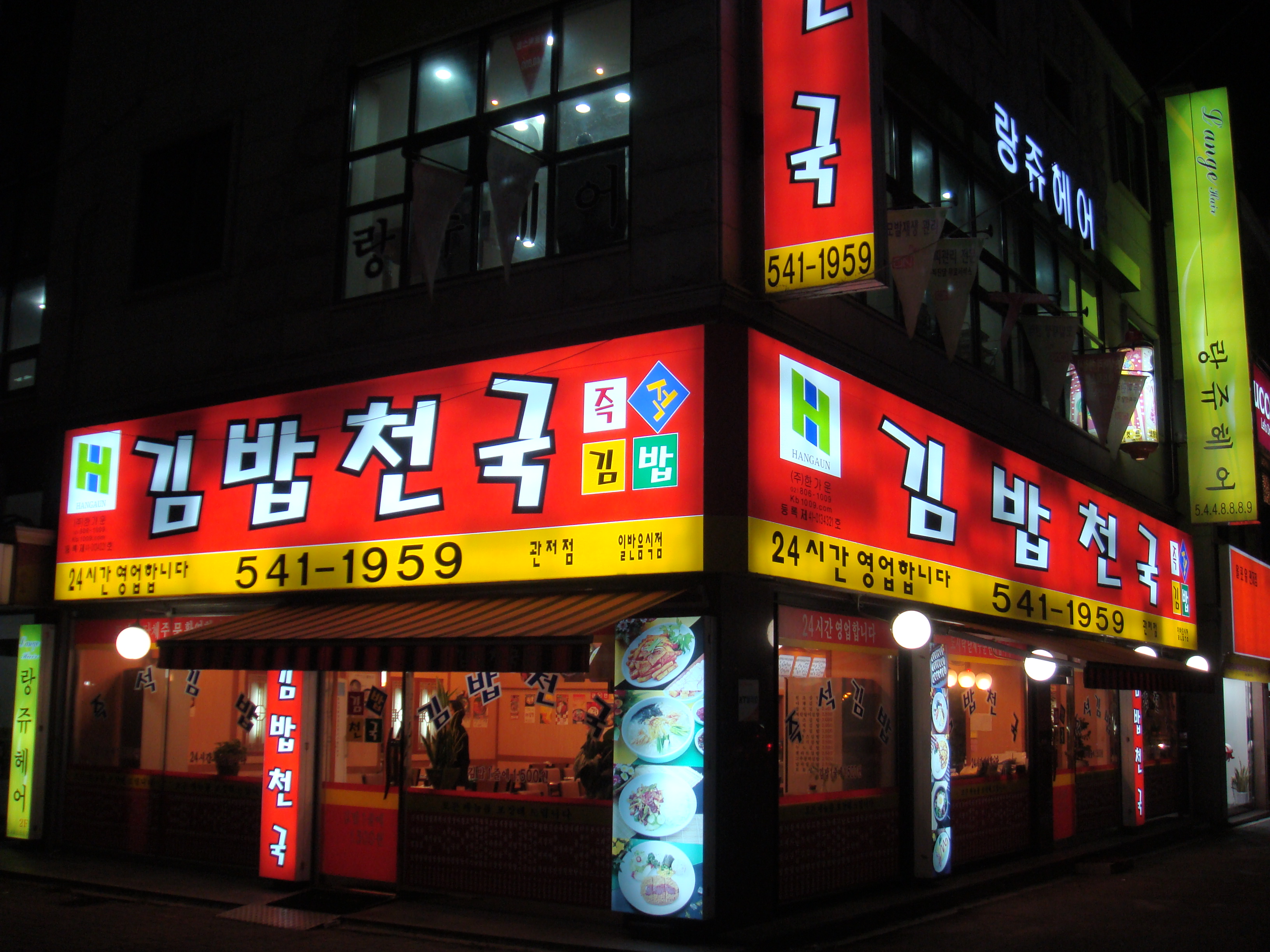
«Кімбапний рай» у Південній Кореї

Багато південнокорейські мережеві ресторани швидкого харчування пропонують відвідувачам кімбап і локшину, причому різні заклади спеціалізуються на абсолютно різних видах кімбапу. Деякі з них: «Кімбапний рай» (кор. 김밥 천국, Кімбап чхонгук), Країна кімбапу (кор. 김밥 나라, Кімбап нара), Кімгане (кор. 김 家 네), Кімбап і спагеті (кор. 김밥 과 스파게티, Кімбап ква сипхагетхі). У цих закладах подають не тільки кімбап, а й інші страви: тонкацу, рамен, пібімпап, суп з тофу та інші страви